# Giovanni Bozzi
Giovanni Bozzi (* 22. Mai 1963 in Ougrée) ist ein belgischer Basketballtrainer und -funktionär.

## Laufbahn
Der Sohn italienischer Einwanderer studierte Sport an der Universität Lüttich. Gleichzeitig spielte er ab 1978 Basketball beim Zweitligisten RBC Pepinster. 1985 stieg man in die höchste Spielklasse des Landes auf. 1987 wechselte Bozzi bei dem Verein im Alter von 24 Jahren ins Traineramt. Dieses übte er nicht hauptberuflich aus, sondern trat eine Stelle als Sportlehrer an.
1991 wurde er Trainer des Spirou BC Charleroi. 1993, 1994 und 1995 stand er mit der Mannschaft in den Endspielen um die belgische Meisterschaft, musste sich aber jeweils geschlagen geben. 1996 führte Bozzi Charleroi zum Meistertitel und zum Sieg im Pokalwettbewerb. Den Gewinn der Meisterschaft wiederholte er mit der Mannschaft in den Jahren 1997, 1998 und 1999. In der Saison 1998/99 wurde Bozzi mit Charleroi ebenfalls belgischer Pokalsieger. 2001 und 2002 erreichte man in der belgischen Meisterschaft jeweils den zweiten Platz. 2002 gab Bozzi das Traineramt ab.
Er wechselte 2002 als Trainer und Manager zum BC Liège, im selben Jahr übernahm Bozzi zusätzlich das Amt des belgischen Nationaltrainers. Bis 2007 arbeitete er für den BC Liège als Trainer, anschließend noch weiterhin als Manager und Generaldirektor.
Bozzis zweite Amtszeit beim Spirou BC Charleroi dauerte von 2009 bis 2014. Er führte die Mannschaft 2010 und 2011 zu weiteren belgischen Meistertiteln, 2012 war man Meisterschaftszweiter. In seinen Amtszeiten in Charleroi gehörten unter anderem Demond Mallet, Christophe Beghin, Mike Batiste, Ron Ellis, Andre Riddick zu seinen Spielern. 2014 beendete Bozzi beim Spirou BC Charleroi seine Trainertätigkeit und wurde Vereinsvorsitzender.

### Erfolge
- Belgischer Meister: 1996, 1997, 1998, 1999, 2010, 2011
- Belgischer Pokalsieger: 1996, 1999, 2002, 2004
- Belgiens Trainer des Jahres: 1991, 1998, 1999, 2004[5]